# Rhynchostylis
Rhynchostylis Blume, 1825 è un genere di orchidee epifite diffuse nell'Asia sud-orientale.

## Etimologia
Il nome deriva dal greco rhynchos (rostro, becco) e stylis (colonna), in riferimento al ginostemio a forma di becco tipico del genere.

## Descrizione
Sono orchidee epifite dallo sviluppo monopodiale. L'infiorescenza racemica è pendula e ricca di piccoli fiori profumati. Il genere è strettamente correlato a Vanda, dal quale differisce per il labello monolobato. 

## Distribuzione e habitat
Il genere è presente in India, Sri Lanka, Nepal, Himalaya, Bangladesh, Myanmar, Cina meridionale, Malaysia, Thailandia, Laos, Cambogia, Vietnam, isole Andamane e Nicobare, Borneo, Sumatra, Giava e Filippine.

## Tassonomia
Il genere Rhynchostylis comprende cinque specie:
- Rhynchostylis coelestis (Rchb.f.) A.H.Kent
- Rhynchostylis cymifera Yohannan, J.Mathew & Szlach.
- Rhynchostylis gigantea (Lindl.) Ridl.
- Rhynchostylis retusa (L.) Blume
- Rhynchostylis rieferi W.E.Higgins

### Ibridi
Può dare luogo al seguente ibrido intergenerico:
- × Angraecostylis   (Angraecum × Rhynchostylis)